# Kristus in grešnica (Siemiradzki)
Kristus in grešnica je slika velikega formata poljsko-ruskega slikarja akademika Henryka Siemiradzkega (1843–1902). Končana je bila leta 1873 in je trenutno v Državnem ruskem muzeju v Sankt Peterburgu (inventar Zh-5674). Dimenzije slike so 250 × 499 cm.
Tema slike je povezana z zgodbo o Kristusu in ženski, zaloteni v prešuštvu, opisani v Janezovem evangeliju. Siemiradzkijeva interpretacija teme je analogna motivom tedaj priljubljene pesmi Alekseja Konstantinoviča Tolstoja Grešnica. Kompozicijo slike lahko razdelimo na dva dela. Na levi je prizor Kristusa s svojimi privrženci, na desni pa prizor elegantno oblečene grešnice s spremstvom zabavljajočih mož in žena.
Sliko je naročil veliki knez Vladimir Aleksandrovič, ustvaril pa jo je Siemiradzki v Rimu. Marca 1873 je bila slika prepeljana v Sankt Peterburg, kjer je bila razstavljena na Akademski razstavi. Siemiradzki je za ustvarjanje slike prejel naziv akademika Akademije umetnosti. Kasneje ga je kupil prestolonaslednik Aleksander Aleksandrovič za 10.000 rubljev. Leta 1873 je bila slika razstavljena na svetovni razstavi na Dunaju, kjer je Siemiradzki prejel medaljo »Za umetnost«, kar je bila njegova prva mednarodna nagrada.
Slikar Ivan Kramskoi je zapisal, da slika Siemiradzkega »naredi osupljiv vtis«. Vendar pa je »Kristus z apostoli nekoliko malenkosten«. Kritik Vladimir Stasov je opazil »briljantno barvitost« slike, vendar je zapisal, da je »vsebinsko površna« in kritiziral podobe grešnice, Kristusa in apostolov. Umetnostna zgodovinarka Tatjana Karpova je opazila, da je Siemiradzki pri Kristusu in grešnici uporabil tehniko plenerizma »na velikem platnu, naslikanem na temo iz daljne preteklosti« in da je bila takrat »to novost za rusko umetnost«.

## Zgodovina

### Ozadje in ustvarjanje
Leta 1870 je Henryk Siemiadzki diplomiral na Sanktpeterburški akademiji umetnosti in prejel naziv razrednega umetnika prve stopnje ter veliko zlato medaljo za svojo sliko Aleksander Veliki zaupa v doktorja Filipa, ki je bila prijavljena na natečaj. Skupaj z medaljo je umetnik prejel pravico do šestletnega potovanja v tujino na stroške Akademije umetnosti. Siemiradzki je svojo pot začel kot štipendist avgusta 1871. Po obisku Krakova je septembra istega leta prispel v München. V mestu je preživel nekaj mesecev in v tem času naslikal sliko Rimska orgija v času Cezarjev. To delo je prejelo pozitivne ocene kritikov v Münchnu in Sankt Peterburgu, kamor so ga poslali na drugo akademsko razstavo.
Aprila 1872 je Siemiradzki odšel iz Münchna v Firence, da bi tam ostal dlje časa. Toda, ko je kmalu zatem potoval po Italiji, je umetnik spremenil svoje načrte in se odločil preseliti v Rim. O tej odločitvi je obvestil Umetniško akademijo v pismu z dne 9. maja 1872. Siemiradzki je nemudoma najel atelje na ulici Via Margutta, kjer je začel delati na novi sliki, ki jo je poimenoval Kristus in grešnica ali Grešnica.
Naročnik za to sliko je bil veliki knez Vladimir Aleksandrovič, ki je bil od leta 1869 sodelavec (namestnik) predsednika Akademije umetnosti in je leta 1876 postal njen predsednik.] Veliki knez je predlagal temo za prihodnjo sliko Siemiradzkemu, ko je bil še v Sankt Peterburgu. Zlasti Vladimir Aleksandrovič je umetniku poslal kopijo pesmi Alekseja Konstantinoviča Tolstoja Grešnica, ki je bila prvič objavljena leta 1858 v reviji Russkaya Beseda. Ta pesem je bila takrat zelo popularna in je bila del repertoarja raznih literarnih večerov.
Jeseni 1872 je umetnik Vasilij Polenov prispel v Rim, kjer je začel delati na sliki s podobno temo. V pismu svoji družini z dne 15. oktobra 1872 je Polenov zapisal: »Tu že živi akademik Poljak Siemiradzki. Zelo prijazen in očarljiv gospod ter zanimiv umetnik«. V istem sporočilu je Polenov izjavil, da je v Rimu vzpostavil tesne odnose z drugimi poljskimi umetniki in da je »začel delati študije za sliko Tisti, ki je brez greha«. V pismu z dne 31. marca 1873 je Vera Nikolaevna Voeikov, Polenova babica, obvestila svojega vnuka iz Sankt Peterburga: »Imeli smo vašega prijatelja Siemiradzkega, ki ste mu bili zelo všeč in je pohvalil vaš talent in vaše skice v Rimu, pa tudi slikanje, ki ste ga začeli«. [22] [23] Polenov je veliko dlje delal na platnu Kristus in žena, ujeta v prešuštvu (alternativa naslov - Tisti, ki je brez greha?) kot Siemiradzki na svoji Grešnici, ki jo je končal šele leta 1887.
Siemiradzki je vsaj leto in pol posvetil razmišljanju o temi, vključno z ustvarjanjem skic in študij. Po njegovih spominih je za delo na velikem platnu porabil približno osem mesecev. V procesu ustvarjanja Grešnice je Siemiradzki uporabil najnovejše dosežke fotografije, pri čemer je fotografije na njegovo zahtevo posnel profesionalni fotograf Michele Mang. Zbirka Narodnega muzeja v Krakovu vsebuje fotografsko dokumentacijo gledalcev in manekenov v njihovih pozah in oblačilih, ki so bili uporabljeni za ustvarjanje različnih likov, upodobljenih na sliki, vključno s protagonistoma, Jezusom Kristusom in grešnico. Slika je bila dokončana februarja 1873, tako da je celoten proces ustvarjanja Grešnice trajal približno tri leta, od 1870 do 1873.

### Razstave 1873 in prodaja slike
Spomladi 1873 je bila v Sankt Peterburgu akademska razstava, na kateri so bila razstavljena slikarska in kiparska dela, ki so jih poslali na svetovno razstavo na Dunaju. Nekateri umetniki do začetka razstave niso mogli oddati svojih del. Ivan Aivazovski, ki je takrat delal v Firencah, je zahteval odlog za umetnike, ki so bili v Italiji. Posebej je omenil, da se Siemiradzki ukvarja z opazno sliko, ki pa je ni mogel dokončati do konca januarja. Šele 10. marca je Siemiradzki obvestil vodstvo akademije, da je bila slika Kristus in grešnica poslana v Sankt Peterburg. Zahteval je tudi, da se slika razpakira v njegovi prisotnosti.
Siemiradzki je v Sankt Peterburg prispel konec marca. Njegovo novo sliko so 30. marca predstavili v Rafaelovi dvorani Akademije za umetnost. Čeprav je bila razstava oddaljena le dva dni pred zaprtjem, je sliki uspelo pritegniti pozornost in narediti velik vtis na gledalce. V pismu z dne 2. aprila je Siemiradzki pisal svoji družini: »Dva dni je bila moja slika razstavljena v dvoranah Akademije, javnost, ki jo je pritegnilo obvestilo, ki ga je Akademija objavila v časopisih ob prihodu moje slike, se je spet gnetla na razstavi. Zdaj sem predmet navdušenja in zavisti v umetniškem svetu; še na misel mi ni prišlo, da bi s svojo sliko lahko naredil takšen vtis. Skupno meni, da je moja 'Grešnica' s svojo pojavo razbila celotno razstavo del, namenjenih na Dunaj, kot pravijo tamkajšnji umetniki v ruščini, 'razbila v drobce'.« 
Med številnimi slikami, ki so bile razstavljene na dogodku, so zlasti tri pritegnile veliko pozornosti: Vozniki barže na Volgi Ilja Repina, Šaljivci na dvoru cesarice Ane Valerija Jacobija in Kristus in grešnica. Umetnik Pavel Čistjakov je v pismu Kozmi Soldatjonkovu zapisal, da je s svojim novim delom »Siemiradzki osupnil, pa ne javnosti, ampak umetnike«, in dodal, da »vse to veseli našega brata«. Slikar Ivan Kramskoi je zapisal, da slika Siemiradzkega »naredi izjemen vtis, dolgo časa ne moreš nadzorovati svojega uma«, čeprav je po njegovem mnenju »Kristus z apostoli nekoliko skromen«. Kritik Vladimir Stasov, ki je pisal pod psevdonimom O., je v Sankt-Peterburgskih vedomostih(št. 95 za leto 1873) objavil članek z naslovom Nova slika Siemiradzkega "Grešnica". Stasov je opozoril, da je slika »ustvarila takšno senzacijo, ki si je ne bomo niti zapomnili«, in da se od Brjulovljevega Poslednjega dne Pompejev v ruskem slikarstvu ni pojavilo nič tako veličastnega. Vendar Stasov sam ni maral grešnice (»nepomembne in dolgočasne v svoji postavi, obrazu, izrazu«), niti Kristusa (»bleda, počasna postava v belem hitonu«) niti apostolov (»arabskih oblačilnikov z najbolj navadnimi obrazi in brezizraznimi fiziognomijami«).
Kljub kritikam sta tako naročnik, veliki knez Vladimir Aleksandrovič, kot konferenčni tajnik Akademije za umetnost Pjotr Isejev izrazila visoko stopnjo hvaležnosti za sliko Kristus in grešnica. Kot rezultat je Siemiradzki prejel naziv akademik, kar je na koncu pripeljalo do njegovega slovesa »enega vodilnih mojstrov ruskega akademizma«. Na priporočilo velikega kneza Vladimirja Aleksandroviča je sliko Kristus in grešnica kupil prestolonaslednik Aleksander Aleksandrovič za precejšnjo vsoto, približno 10.000 takratnih rubljev. Poleg tega je Vladimir Aleksandrovič zahteval, da Siemiradzki ustvari drugo različico slike v sepiji za svojo zbirko.
Istega leta 1873 je bila slika Kristus in grešnica poslana na svetovno razstavo na Dunaj. Slika je bila razstavljena poleg drugih del, ki so ponazarjala dosežke ruskega slikarstva prejšnjega desetletja. Med njimi so bili Peter in Aleksej Nikolaja Geja, Lovci na počitku in ribič Vasilija Perova, Vozniki barže na Volgi Ilje Repina, avtorska kopija platna Vrnili so se Alekseja Savrasova in drugi. Slika Kristus in grešnica je bila razstavljena v osrednji dvorani Umetnostnega paviljona. Friedrich Pecht, nemški umetnik in umetnostni zgodovinar, je opazil, da je bilo platno Siemiradzkega naslikano z veliko spretnostjo. Opisal jo je kot »zelo nadarjeno in pikantno študijo o vplivu sončne svetlobe na arhitekturo in ljudi«, čeprav je po njegovih besedah »nekoliko težko razumeti, zakaj naj bi Kristus služil kot model za takšne poskuse.« Novinar Ernst Lehmann je v vodniku po umetniškem delu dunajske razstave zapisal, da je Siemiradzki, »še mlad ruski umetnik, v svoji 'Grešnici' predstavil delo, ki nam prikazuje velik kolorist; poleg tega je njegov način obravnave svetopisemskega gradiva v vseh pogledih nov in morda edini primeren v našem času za religiozno slikarstvo.«  Siemiradzkijev nasprotnik Vladimir Stasov pa je ob prevajanju teh recenzij iz nemščine hudomušno pripomnil, da je Kristus in grešnica tako na Dunaju kot v Rusiji »zelo všeč ljudem z manj razuma in skoraj nič všeč tistim, ki so umetniško naprednejši in imajo bolj izobražen okus«. Kakor koli že, Kristus in grešnica je bila na dunajski razstavi nagrajena z medaljo »Za umetnost«. To je bila prva mednarodna nagrada, ki jo je prejel Siemiradzki.

### Kasnejši dogodki
Leta 1874 je bila Grešnica na poti z Dunaja v Sankt Peterburg več dni na ogled na razstavi v Varšavi, ves izkupiček od katere je Siemiradzki podaril poljskim umetnikom v stiski. Platno z naslovom Kristus in grešnica je bilo vključeno tudi v razstavo Vseruske industrijske in umetniške razstave leta 1882 v Moskvi. Poleg omenjene slike so bila na razstavi še štiri dela Siemiradzkega: Aleksander Veliki zaupa v doktirja Filipa (1870), Ples med meči (1881), Orgija v Tiberijevi vladi na otoku Capri (1881) in Neronove bakle (1882, pomanjšana različica velikega platna 1876).
Kristus in grešnica je bil začetek majhnega evangeličanskega cikla Henryka Siemiradzkega, ki so mu sledila dela, kot so Kristus z Marto in Marijo (1886, Državni ruski muzej), Kristus in Samarijan (1890, Narodna galerija v Lvovu) in Kristus med otroki (1900-1901, Narodni muzej v Varšavi).
Slika Kristus in grešnica je bila sprva shranjena v Aleksandrovi palači Carsko selo. Leta 1897 so jo prenesli v Ruski muzej cesarja Aleksandra III. (zdaj Državni ruski muzej), kjer je še danes. V prvih letih obstoja muzeja je bila slika razstavljena v istem prostoru kot Odgovor zaporoških kozakov Ilje Repina, Osvajanje Sibirije Jermaka Timofejeviča Vasilija Surikova, V vojno Konstantina Savitskega in slika na podobno temo Kristus in žena, ujeta pri prešuštvu Vasilija Polenova. Poleg Kristusa in grešnice Siemiradzkega so bile tu še druge slike akademskih umetnikov - Orgija Wilhelma Kotarbinskega in Običaj poljubljanja Konstantina Makovskega.
Leta 2014 sta umetnici-restavratorki Državnega ruskega muzeja Irina Kornjakova in Natalija Romanova izvedli raziskavo in restavriranje slike Kristus in grešnica. Analiza stanja platna je pokazala, da je bila slika že prenesena na novo platno (mogoče konec 19. stoletja). Vendar v arhivih ni bilo najdenih zapisov o tej operaciji. Glavni problemi so bili poškodbe, nastale pri prenosu z avtorjevega platna in daljši čas hrambe v zvitku. To je povzročilo znatno deformacijo površine in zaostajanje barvne plasti s podlago od platna. V nekaterih primerih je prišlo celo do razslojevanja slike, ki jih je spremljala izguba barvne plasti. Med restavriranjem leta 2014 je bilo s slike odstranjeno prejšnje transferno platno, utrjena in izravnana barvna plast. V nadaljevanju je bila slika ponovno preložena na novo laneno platno podlago, nazadnje pa je bilo restavrirano platno napeto na nova nosila. Metoda, razvita za restavriranje tako velike slike, je edinstvena.
Slika Kristus in grešnica je bila razstavljena na razstavi Henry Siemiradzki in kolonija ruskih umetnikov v Rimu, ki je potekala od 20. decembra 2017 do 2. aprila 2018 v stavbi Benois Državnega ruskega muzeja v Sankt Peterburgu ob 175. obletnici Siemiradzkega. Bila je tudi ena od eksponatov na razstavi Henryk Siemiradzki. Po zgledu bogov, ki je potekala od 28. aprila do 3. julija 2022 v Novi Tretjakovski galeriji na Krimskem valu.

## Predmet in kompozicija
Pripoved slike temelji na zgodbi o Jezusu in ženi, ujeti v prešuštvu, kot je opisano v Janezovem evangeliju (trije sinoptični evangeliji ne vsebujejo te zgodbe). Siemiradzkijeva interpretacija zgodbe se bistveno razlikuje od tradicionalne evangelijske različice, v kateri so farizeji in saduceji žensko, ki so jo ujeli pri prešuštvu, na silo pripeljali h Kristusu. Po Mojzesovih zakonih je bilo treba grešnico kamenjati.
V nasprotju z evangelijem je obravnava Siemiradzkega teme po opisu podobna motivom tedaj priljubljene pesmi Alekseja Konstantinoviča Tolstoja Grešnica. V tej pesmi se padla ženska, ki je uživala v hrupni družbi brezdelnih ljudi, spremeni pod vplivom Kristusa. Očitno je to različico, ki simbolizira moralno zmago krščanstva nad poganstvom, umetniku predlagal naročnik platna, veliki knez Vladimir Aleksandrovič. Kljub temu, čeprav sta se Siemiradzkemu zdela privlačna tema in melodija Tolstojevih pesmi, njegovega dela ni imel zgolj za ilustracijo pesniških vrstic. Umetnik, ne da bi nameraval zbirati gradivo v Palestini, je verjel, da mu bo pomagala lastna domišljija, pa tudi močna svetloba italijanskega sonca, ki bo »nasičila prostor, izluščila iz njega nekatere figure in prekrila druge«.
Nekaj vpliva na razlago zapleta Grešnice je morda imela tudi knjiga francoskega filozofa in pisatelja Ernesta Renana Jezusovo življenje, ki je poudarjalo Kristusovo človečnost in še posebej razpravljalo o njegovem odnosu do žensk. Avtor knjige trdi, da je Kristusovo spoštovanje žensk, vključno s tistimi, ki so padle, v nasprotju s prevladujočimi normami tega obdobja. Po Renanovem mnenju je Jezusovo vedenje odsevalo njegovo prirojeno plemenitost, njegova pristna dobrota pa je prispevala k uspešnemu ponovnemu rojstvu grešnikov.
V kompozicijskem smislu lahko sliko Kristus in grešnica razdelimo na dva dela. Na levi strani platna so upodobljeni Kristus in njegovi privrženci, vsi oblečeni v skromna svetla oblačila. Nasprotno pa je na desni strani platna upodobljena grešna kurtizana v elegantnem svilenem oblačilu z veliko nakita; za njo je spremstvo veselih in pijanih mož in žena. Za kompozicijo je značilna postavitev figur Kristusa in grešnice na približno enaki razdalji od levega in desnega roba platna. Umetnik je ujel trenutek strmenja drug v drugega – »trenutek soočenja pogledov«.
Osrednjo kompozicijo platna predstavlja stara oljka med levo in desno skupino likov. Verjetno je bilo drevo predmet pozornosti Siemiradzkega v obdobju, ko je ustvaril krajino Cesta iz Rima v Albano (platno, olje, 78 × 62 cm, 1870, Tverska regionalna umetniška galerija). Drevo v povezavi z mejo, ki jo začrta njegova senca, prevzame izrazito obliko V v kompoziciji platna. V senci drevesa se več ljudi zabava, med katerimi izstopa delno gola ženska. Ob vznožju drevesa je skulptura krilate 'pošasti' s telesom leva, obrazom mačke in rogovi koze.
Oblečen v dolg bel hiton je Kristus upodobljen kot usmiljen in odpuščajoč, njegova podoba pa simbolizira lepoto, harmonijo in popolnost, po besedah Tolstoja: »Z ljubeznijo do bližnjih, / Ljudstvo je učil ponižnosti, / Vse Mojzesove postave je naredil / Po zakonu ljubezni spoštovati; / Ne prenaša jeze, niti maščevanja, / Pridiga odpuščanje, / On pravi, da povrne zlo z dobroto...« (rusko Любовью к ближним пламенея, / Народ смиренью он учил, / Он все законы Моисея / Любви закону подчинил; / Не терпит гнева он, ни мщенья, / Он проповедует прощенье, / Велит за зло платить добром…). Desno od Kristusa, med njim in staro oljko, je apostol Janez. Obrnjen je proti gledalcu in sivina njegovega plašča se dobro zlije z barvami zasenčenih delov drevesnega debla.[62] Oblačila Kristusa in njegovih privržencev združujejo tako elemente starodavnega kot arabskega stila.
Aleksej Tolstoj je v pesmi Grešnica takole opisal »mlado vlačugo«: »Njena domišljava obleka / Nehote pritegne pogled, / Njena neskromna oblačila / Govorijo o grešnem življenju; / Toda padla devica je lepa ...« (rusko Её причудливый наряд / Невольно привлекает взоры, / Её нескромные уборы / О). грешной жизни говорят / Но дева падшая прекрасна…). V skladu s Tolstojevim opisom Siemiradzki upodablja junakinjo svoje slike kot vzor lepote in oblačenja, kot je ponazorjeno v pesmi: »Njeni uhani in zapestja, / Žvenketajo, do zanosa poželenja, / Kličejo k ognjenim užitkom, / Diamanti se lesketajo tu in tam, / In mečejo senco na lanite, / V vseh obilje lepote, / Zvit z biserno nitjo, / Padali bodo razkošni lasje ...« (rusko Её и серьги и запястья, / Звеня, к восторгам сладострастья, / К утехам пламенным зовут, / Алмазы блещут там и тут, / И, тень бросая на ланити, / Во всем обилии красы, / Жемчужной нитью перевиты, / Падут роскошные власти…). Grešnica pod Kristusovim pogledom občuti sram, na katerega je že dolgo pozabila, in vrže kelih vina, ki pade na tla pred njo. Za protagonistom je druga ženska, ki prav tako gleda v Kristusa. Kompozicijsko ta ženska in zabavljači okoli nje uravnotežijo skupino Kristusa in njegovih privržencev na levi.